# Satsfjällets naturreservat
Satsfjällets naturreservat är ett naturreservat i Vilhelmina kommun i Västerbottens län.
Området är naturskyddat sedan 2024 och är 255 kvadratkilometer stort. Reservatet ligger strax söder om Kultsjön. Det utgörs av ett större sammanhängande fjällområde med flera sjöar och vattendrag och består av  fjällnära barrskog och fjällbjörkskog, fjällmassiv med kalfjällstoppar och fjällplatåer med ris- och gräshedar. I reservatet finns också vidsträckta våtmarker.